# Arnaud Dubois
Arnaud Dubois (nascido em 2 de maio de 1986) é um atleta belga que compete no ciclismo BMX. Representou seu país, Bélgica, nos Jogos Olímpicos de Verão de 2012, terminando na vigésima terceira posição. Conquistou a medalha de prata no Campeonato Europeu de BMX de 2009.

## Palmarés internacional
| Campeonato Europeu | Campeonato Europeu      | Campeonato Europeu | Campeonato Europeu |
| Ano                | Local                   | Medalha            | Competição         |
| ------------------ | ----------------------- | ------------------ | ------------------ |
| 2009               | Fredericia ( Dinamarca) | 2                  | Corrida            |